# Joe Absolom
Joe Absolom (* 16. Dezember 1978 in London als Joseph Absolom) ist ein britischer Schauspieler.

## Leben und Leistungen
Absolom debütierte an der Seite von Imelda Staunton und Saskia Reeves in der Independent-Filmkomödie Antonia and Jane aus dem Jahr 1991. Bekannt machte ihn seine Rolle in der Fernsehserie EastEnders, die er in den Jahren 1997 bis 2000 spielte. Für diese Rolle gewann er im Jahr 1999 den TV Quick Award und wurde für den National Television Award nominiert. Im Jahr 2000 erhielt er den British Soap Award.
In der Filmkomödie Dream (2001) übernahm Absolom eine der Hauptrollen. Im Horrorfilm Long Time Dead (2002) spielte er neben Lara Belmont, Melanie Gutteridge, Lukas Haas und Marsha Thomason eine der größeren Rollen; eine größere Rolle spielte er auch im Actionthriller Extreme Ops mit Devon Sawa und Rufus Sewell aus dem gleichen Jahr.

## Filmografie (Auswahl)
- 1991: Antonia and Jane
- 1995, 2008: Casualty (Fernsehserie, 3 Folgen)
- 1997: Silent Witness (Fernsehserie, 2 Folgen)
- 1997–2000: EastEnders (Fernsehserie, 157 Folgen)
- 1992–2008: The Bill (Fernsehserie, 7 Folgen)
- 2001: Dream
- 2001: Now You See Her
- 2002: Long Time Dead
- 2002: Extreme Ops
- 2003: Unconditional Love
- 2004: The Long Firm
- 2004–2019: Doc Martin (Fernsehserie)
- 2005–2006: Vincent (Fernsehserie)
- 2006, 2009: New Tricks – Die Krimispezialisten (New Tricks, Fernsehserie, 2 Folgen)
- 2008: Agatha Christie’s Poirot (Fernsehserie, Langfolge Mrs. McGinty ist tot)
- 2012: Hatfields & McCoys (Miniserie)
- 2013: I Spit on Your Grave 2
- 2015: Death in Paradise (Fernsehserie, 1 Folge)
- 2015: Suspects (Fernsehserie, 1 Folge)
- 2015: Inspector Barnaby (Midsomer Murders, Fernsehserie, Folge 17x02: Mord mit Magie (Murder By Magic))
- 2021: The Bay (Fernsehserie, 6 Folgen)